# Mazie Hirono
Mazie Keiko Hirono (メイジー・ヒロノ Meijī Hirono;?, in giapponese: 広野 慶子 Hirono Keiko; Kōri, 3 novembre 1947) è una politica e avvocata statunitense di origini giapponesi, senatrice per lo stato delle Hawaii dal 2013 e in precedenza membro della Camera dei Rappresentanti per lo stesso stato dal 2007 al 2013.

## Biografia
Nata in Giappone, ma cresciuta a Honolulu, Mazie compì gli studi in legge e divenne avvocata. Nel 1980 venne eletta alla Camera dei Rappresentanti delle Hawaii e mantenne l'incarico per quattordici anni, finché non venne eletta vicegovernatrice. La Hirono fu la seconda asiatica ad occupare questo incarico.
In seguito, a causa della scadenza del suo mandato, la Hirono tentò di diventare governatrice, scontrandosi con la repubblicana Linda Lingle. Lo scontro fu singolare, in quanto si sfidavano due donne rappresentanti i partiti maggioritari statunitensi. Alla fine la Lingle vinse le elezioni con il 51.6% delle preferenze.
Quattro anni dopo, nel 2006, la Hirono ottenne un seggio alla Camera dei Rappresentanti e venne rieletta nuovamente nel 2008 e nel 2010. Nel 2012 decise di non chiedere la rielezione come deputata, candidandosi invece al Senato. La campagna elettorale andò a buon fine e la Hirono venne eletta, divenendo la prima donna senatrice per lo Stato delle Hawaii.
Mazie Hirono è la prima persona di religione buddista ad essere eletta al Congresso.